# Bactrocera manskii
Bactrocera manskii
 es una especie de díptero que Perkins y May describieron por primera vez en 1949. Bactrocera manskii pertenece al género Bactrocera de la familia Tephritidae.  